# Los Libros de la Catarata
Los Libros de la Catarata és una editorial independent amb seu a Madrid, dedicada a la publicació d'obres que tenen com a objectiu principal la difusió de formes de pensament crític. Fundada el 1990 per un grup d'intel·lectuals, l'editorial ha publicat un miler llarg de títols de caràcter divulgatiu sobre qüestions de la realitat política, històrica, econòmica, cultural i social.